# نظام تحديد الجنس ZW

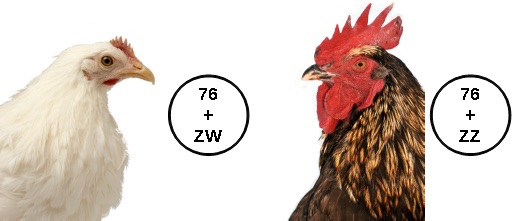
نظام تحديد الجنس ZW في الطيور (كما هو موضح في الصورة)

نظام تحديد الجنس ZW (بالإنجليزية: ZW sex-determination system)‏ هو نظام كروموسومي مسؤول عن تحديد الجنس في الطيور وبعض الأسماك والقشريات مثل الجمبري النهري العملاق، وبعض الحشرات (بما في ذلك الفراشات والعث) وبعض الزواحف (بما في ذلك التنين كومودو). يتم استخدام الحروف Z و W لتمييز هذا النظام عن نظام تحديد الجنسXY .
على عكس نظام تحديد الجنسXY ونظام تحديد الجنس X0، والذي يتم فيها تحديد الجنس من قبل الحيوان المنوي، فإنه في نظام تحديد الجنس ZW البويضة هي التي تحدد جنس النسل. الذكور هم الجنس المتماثل (ZZ). في حين أن الإناث هم الجنس المتغاير (ZW). كروموسوم Z أكبر من كروموسوم W ولديه عدد أكبر من الجينات مقارنةً بW ، كما هو الحال في كروموسوم إكس في نظام تحديد الجنسXY.

## أهمية أنظمة ZW و XY
لا توجد جينات مشتركة بين الطيور ZW وكروموسومات XY للثدييات، ولكن من المقارنة بين الدجاج والإنسان، تبين أن كروموسوم Z مشابه للكروموسوم الصبغي الجسمي 9 في البشر، بدلاً من أن يكون أكثر تشابهاً للكروموسومات X أو Y الجنسية، وهذا دفع الباحثين إلى الاعتقاد بأن أنظمة تحديد الجنس ZW و XY لا تتشارك في الأصل، ولكن الكروموسومات الجنسية مشتقة من الكروموسومات الجسمية للسلف المشترك.
ويعتقد أيضاً أن هذه الكروموسومات الجسمية قد طورت مواقع لتحديد الجنس التي تطورت في نهاية المطاف إلى الكروموسومات الجنسية المعنية فَورَ كتم إعادة التركيب بين الكروموسومات (X و Y أو Z و W).
خلد الماء ، حيوان ثديي كظامي، لديه نظام من 5 أزواج من كروموسومات XY. تُشكل هذه الأزواج سلسلة متعددة بسبب المناطق المتماثلة في الانقسام الاختزالي الذكري والتي في النهاية تنفصل إلى الحيوانات المنوية XXXXX و الحيوانات المنويةYYYYY. على الرغم من أن نظام تحديد الجنس ليس مرتبطًا بالضرورة بالطيور وبالتأكيد ليس بالثدييات (وحشيات) ، فإن التشابه سمح على الأقل باستنتاج أن الثدييات طورت كروموسومات جنسية مرتين. الآن يعتبر التقرير السابق الذي يشير إلى أن خلد الماء يحتوي على كروموسومات X مماثلة للثدييات خطأ.
الطيور والأفاعي ZW ليس لها علاقة مشتركة، كونها تطورت من صبغيات جسمية مختلفة، ومع ذلك، فإن الكروموسومات عند خلد الماء تشبه تلك عند الطيور، مما قد يشير إلى أن أسلاف الثعابين لديها نظام ZW يشبه الطيور.

### في الطيور
في حين أنه لم تكن هناك أبحاث مستفيضة بشأن الكائنات الحية الأخرى باستخدام نظام تحديد الجنس لـ ZW، فإنه في عام 2007، أعلن الباحثون أن الكروموسومات الجنسية للدواجن و العصفور الزيبرا لا تُظهِر أي نوع من تعويض الجرعة (المعاوضة بالمعاير) على نطاق الكروموسومات، وبدلاً من ذلك يبدو أن الجرعة تعوض على أساس الجينات بواسطة الجينات. يُعتقد أن المواقع المحددة على كروموسوم الدجاج Z، مثل منطقة MHM، تعطي معاوضة معيارية موضعية(regional dosage compensation)، على الرغم من أن هناك جدل بين الباحيثن حول هذه المنطقة على أنها لا تشكل في الواقع معاوضة معيارية موضعية( regional dosage compensation).
من غير المعروف ما إذا كان وجود كروموسوم W يحفز السمات الأنثوية، أو ما إذا كان تكرار كروموسوم Z (أي وحود اثنين منه ZZ) هو الذي يحفز السمات الذكورية. على عكس الثدييات ، لم يتم اكتشاف طيور بها كروموسوم W مزدوج (ZWW) أو Z واحد (Z0). ومع ذلك، فمن المعروف أن إزالة أو تلف مبيض الطيور الأنثوية يمكن أن يؤدي إلى تطور ريش الذكور، مما يشير إلى أن الهرمونات الأنثوية تكتم التعبير الجيني عن خصائص الذكور في الطيور. يبدو من الممكن أن يؤدي أي من الشرطين إلى موت الجنين أو أن كلا الكروموسومات يمكن أن تكون مسؤولة عن اختيار الجنس. الجين الذي يمكن أن يحدد الجنس في الطيور هو جين DMRT1. وقد أظهرت الدراسات أن نسختين من الجين ضرورية لتحديد جنس الذكور بالإضافة إلى ذلك، تم اقتراح تدخل miRNAs المتحيز للجنس لتعويض وجود كروموسومان متماثلان (ZZ) في الطيور الذكور.
يسمح نظام تحديد الجنس ZW بإنشاء دجاج مرتبط بالجنس والذي يختلف لونه عند الفقس حسب الجنس، مما يجعل ممارسة الجنس مع الفرخ عملية أسهل.

### في الأفاعي
تُظهر كروموسومات W عند الأفاعي مستويات مختلفة من التحلل مقارنةً بكروموسومات Z. هذا يسمح بتتبع تقلص كروموسومات W من خلال المقارنة بين مختلف أنواع الكائنات الحية. يكشف رسم خرائط جينات معينة أن نظام الثعابين يختلف عن نظام الطيور. من غير المعروف بعد أي جين هو المسؤول عن تحديد الجنس في الثعابين. الشيء الذي كان لافتاً هو أن بيثون تظهر علامات صغيرة على «انكماش W».

### في العث والفراشات
في حرشفيات الأجنحة (العث والفراشات) ، يمكن العثور على أمثلة للإناث Z0 و ZZW و ZZWW. هذا يشير إلى أن كروموسوم W ضروري في تحديد جنس الإناث في بعض الأنواع (ZZW)، ولكن ليس في الأنواع الأخرى (Z0).